# Ćipirovine
Ćipirovine su naseljeno mjesto u sastavu Grada Bijeljine, Republika Srpska, BiH.

## Stanovništvo
| Ćipirovine         |              |
| godina popisa      | 1991.        |
| Srbi               | 252 (91,97%) |
| Muslimani          | 0            |
| Hrvati             | 0            |
| Jugoslaveni        | 20 (7,29%)   |
| ostali i nepoznato | 2 (0,72%)    |
| ukupno             | 274          |